# Фосабијуба (Тревизо)
Фосабијуба је насеље у Италији у округу Тревизо, региону Венето.
Према процени из 2011. у насељу је живело 167 становника. Насеље се налази на надморској висини од 10 м.